# Nyever
Nyever (oroszul: Невер) falu Oroszország ázsiai részén, az Amuri terület Szkovorogyinói járásában. 
Népessége kb. 1400 fő (2018-ban).
Az Amuri terület nyugati részén, Szkovorogyino járási székhelytől kb. 15 km-re keletre, a Bolsoj Nyever (az Amur mellékfolyója) partján fekszik. Itt van a Transzszibériai vasútvonal egyik kisebb állomása (Bolsoj Nyever), közelében nagy olajáttöltő állomás épült.
A település mellett vezető „Amur” R297-es főútról itt ágazik le és indul északra Jakutföld felé a „Léna” A360-as főút.